# 특공대작전
《특공대작전》(영어: The Dirty Dozen)은 1967년 공개된 미국의 전쟁 영화이다.

## 줄거리
1944년 3월, 전략사무국 장교인 존 라이스만 소령은 영국 주둔 ADSEC 사령관인 샘 워든 소장으로부터 "사면 작전"이라는 일급 기밀 임무를 명령받는다. 이 임무는 미국 육군의 최악의 죄수들 중 일부를 고도로 숙련된 코만도로 훈련시켜 렌 근처의 샤토에서 독일 국방군 장교들을 제거하고, D-데이를 앞두고 북부 프랑스의 독일군 지휘 계통을 혼란시키는 것이다. 이 임무에서 살아남는 죄수들은 사면을 받게 된다.
라이스만은 군사 헌병대가 운영하는 군사 교도소에서 12명의 죄수들(조직과 연계된 강도 프랭코, 전 소령 블라디슬라프, 흑인 병사 제퍼슨, 온순한 거인이자 신고식으로 인한 포시, 종교에 심취한 사이코패스 매곳을 포함)을 만난다. 이들 다섯 명은 살인죄로 사형 선고를 받았고, 다른 죄수들(길핀, 핑클리, 소여, 레버, 브라보스, 블라데크, 지미네즈)은 폭행, 절도죄, 강도, 사칭과 같은 범죄로 강제 노역을 포함한 장기 형을 선고받았다. 라이스만은 빠르게 자신의 권위를 확립하지만, 그룹은 여전히 불만을 품고 있다. 보우런 상사가 이끄는 헌병대의 감독 아래, 죄수들은 자신들의 훈련 캠프를 건설하도록 강요받으면서 점차 함께 협력하는 법을 배운다. 그러나 프랭코의 불복종 행위로 인해 이발 도구와 세면 도구가 징벌로 압류되면서 그룹은 "더티 더즌"이라는 별명을 얻게 된다. 훈련 도중, 죄수들은 킨더 대위에게 정신 분석을 받는데, 그는 라이스만에게 그들 중 최소 7명이 기회가 주어진다면 그를 죽일 가능성이 높고 매곳이 가장 위험하다고 경고한다.
코만도 훈련이 거의 완료되자, 더티 더즌은 라이스만의 숙적인 제101공수사단의 에버렛 대셔 브리드 대령이 지휘하는 시설에서 낙하산 훈련을 받기 위해 파견된다. 그러나 브리드는 사면 작전에 대해 이상하게도 보고받지 못했다. 브리드는 상급 사령부에 문의하는 대신, 더티 더즌의 캠프에 침투하는 등 라이스만의 임무를 알아내기 위해 여러 차례 시도한다. 라이스만은 죄수들의 열렬한 도움을 받아 브리드와 그의 부하들을 캠프 밖으로 격렬하게 내쫓는다. 나중에 브리드의 증언과 라이스만이 훈련이 끝난 죄수들에게 (매곳은 강간 및 살인죄로 제외) 매춘부를 보상으로 제공한 것이 합쳐져 ADSEC 참모진은 프로젝트를 중단하고 죄수들을 원래 형량에 따라 다시 복역시키는 것을 고려하게 된다. 라이스만은 죄수들의 훈련을 옹호하며 그들의 담력을 시험하기 위해 군사 훈련에서 브리드 부대와 경쟁하는 데 동의한다. 브리드는 이를 어처구니없이 우스꽝스럽게 여겼지만, 놀랍게도 더티 더즌은 그의 본부를 성공적으로 점령했고 워든은 라이스만이 임무를 재개할 수 있도록 허락한다.
북부 프랑스에 낙하산으로 침투하자, 독일어를 구사하는 블라디슬라프와 라이스만은 독일군 장교로 변장하여 샤토에 잠입하여 나머지 팀원들이 안으로 들어갈 수 있도록 돕는다. 그러나 매곳은 장교의 배우자를 살해하고 팀원들에게 총격을 가하면서 잠입을 깨뜨렸고, 임무를 망친 죄로 제퍼슨에게 살해당한다. 총성으로 인해 독일 국방군 장교들과 그들의 동료들은 잠긴 지하 방공호로 후퇴한다. 부대는 환기구를 통해 휘발유를 붓고, 제퍼슨은 환기구를 통해 방공호 안으로 수류탄을 던져 장교들과 그들의 민간인 손님들을 죽이지만, 그 과정에서 총에 맞아 사망한다.
샤토 경비병들과 도착한 증원군과의 총격전으로 더즌의 거의 모든 대원들이 사망한 후, 라이스만, 보우런, 블라디슬라프는 살아남아 영국으로 탈출한다. 워든은 블라디슬라프를 사면하고, 그는 군대에서 다시 복무할 기회를 얻는다. 크레딧이 올라갈 때, 라이스만은 다른 죄수들의 다음 친척들에게 "그들은 임무 수행 중 목숨을 잃었다"고 전달한다.

## 출연
- 리 마빈 - 라이스맨
- 리차드 재켈 - 보웬
- 어네스트 보그나인 - 워든
- 찰스 브론슨 - 조셉
- 존 카사베츠 - 프랑코
- 트리니 로페즈 - 지미네즈
- 랠프 미커 - 킨더
- 로버트 라이언 - 브리드
- 도날드 서덜랜드 - 핑클리
- 클린트 워커 - 포지
- 로버트 웨버 - 덴튼
- 조지 케네디 - 엠브러스터

## 한국판 성우진(KBS)
- 한상덕 - 라이스맨(리 마빈)
- 김태연 - 보웬(리차드 재켈)
- 설영범 - 조셉(찰스 브론슨)
- 장광 - 프랑코(존 카사베티스)
- 유영환 - 킨더(랠프 미커) / 엠브러스터(조지 케네디)
- 송두석 - 포지(클린트 워커) / 덴튼(로버트 웨버)
- 이종구 - 워든(어니스트 보그나인)
- 박상일 - 매거트(텔리 사바라스)
- 정기항 - 브리드(로버트 라이언)
- 백진 - 제퍼슨(짐 브라운)
- 정동열 - 군인(해롤드 코인)
- 윤기황 - 길핀(벤 카루더스)
- 유제상 - 지미네즈(트리니 로페즈)
- 이규화 - 핑클리(도널드 서덜랜드)
- 이선희 - 여성(수지 오웬스)
- 이재정 - 여성(앤 랭카스터)
- 최병상 - 브로스(알 맨치니)

## 기타
- 원작자: E.M. 네이던슨
- 미술: 윌리엄 허친슨